# Борисовское плато (заказник)
Борисовское плато — бывший государственный зоологический (охотничий) заказник. Располагался в юго-западной части Приморского края вдоль государственной границы с Китаем. Создан в 1996 году. Имел отведенную площадь 63 429 га. Находился в ведении администрации Приморского края.
Растительность на территории представлена чернопихтово-широколиственными лесами. Здесь располагается самый южный массив лиственничника. Основной редкий вид, обитающий на данной территории — дальневосточный леопард. Встречается китайская восковая пчела.
30 апреля 2009 года был включён в состав новообразованного Леопардового заказника.